# Dennewitzer Straße

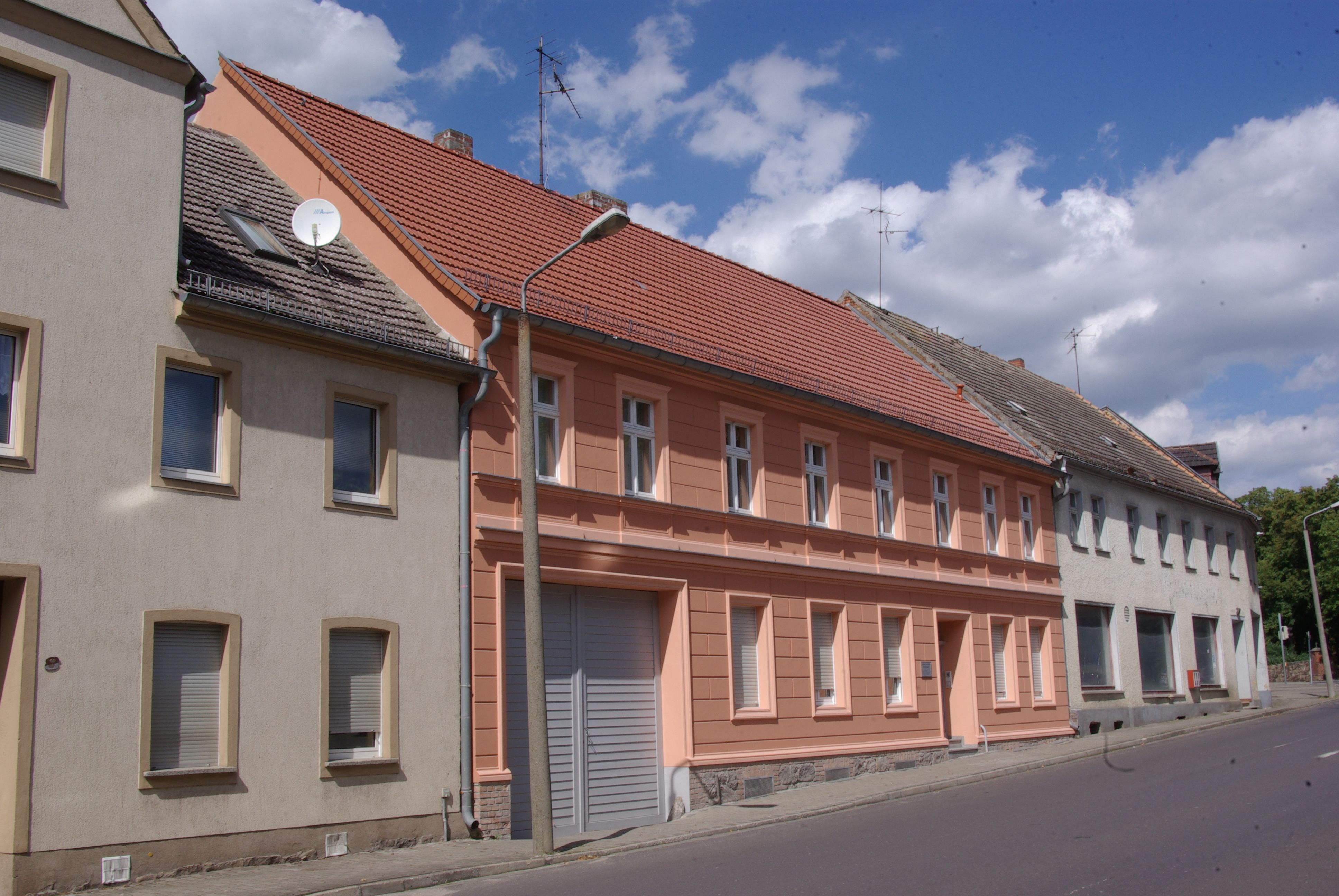
Das Haus Dennewitzer Straße 6

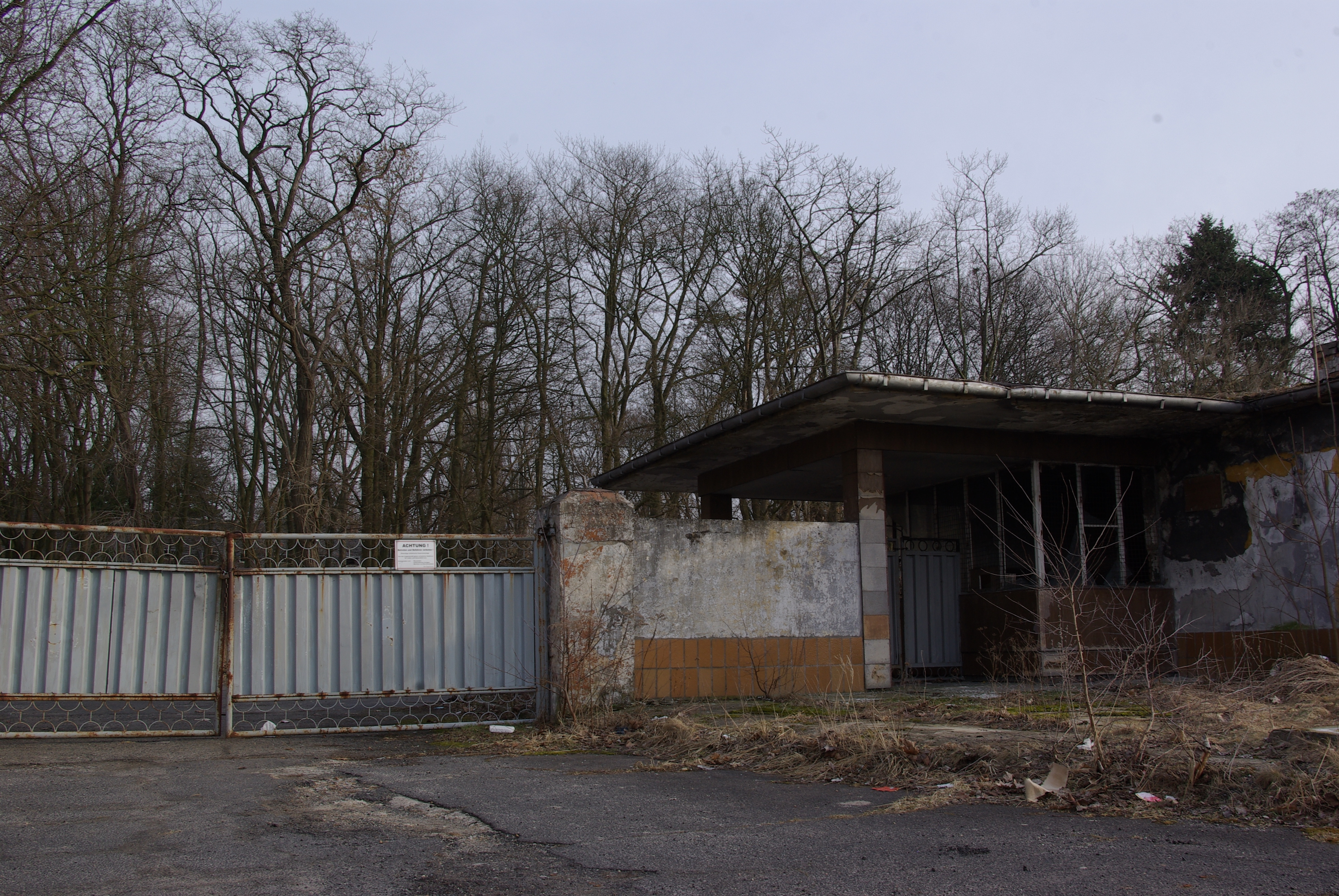
Eingang zum Fliegerhorst

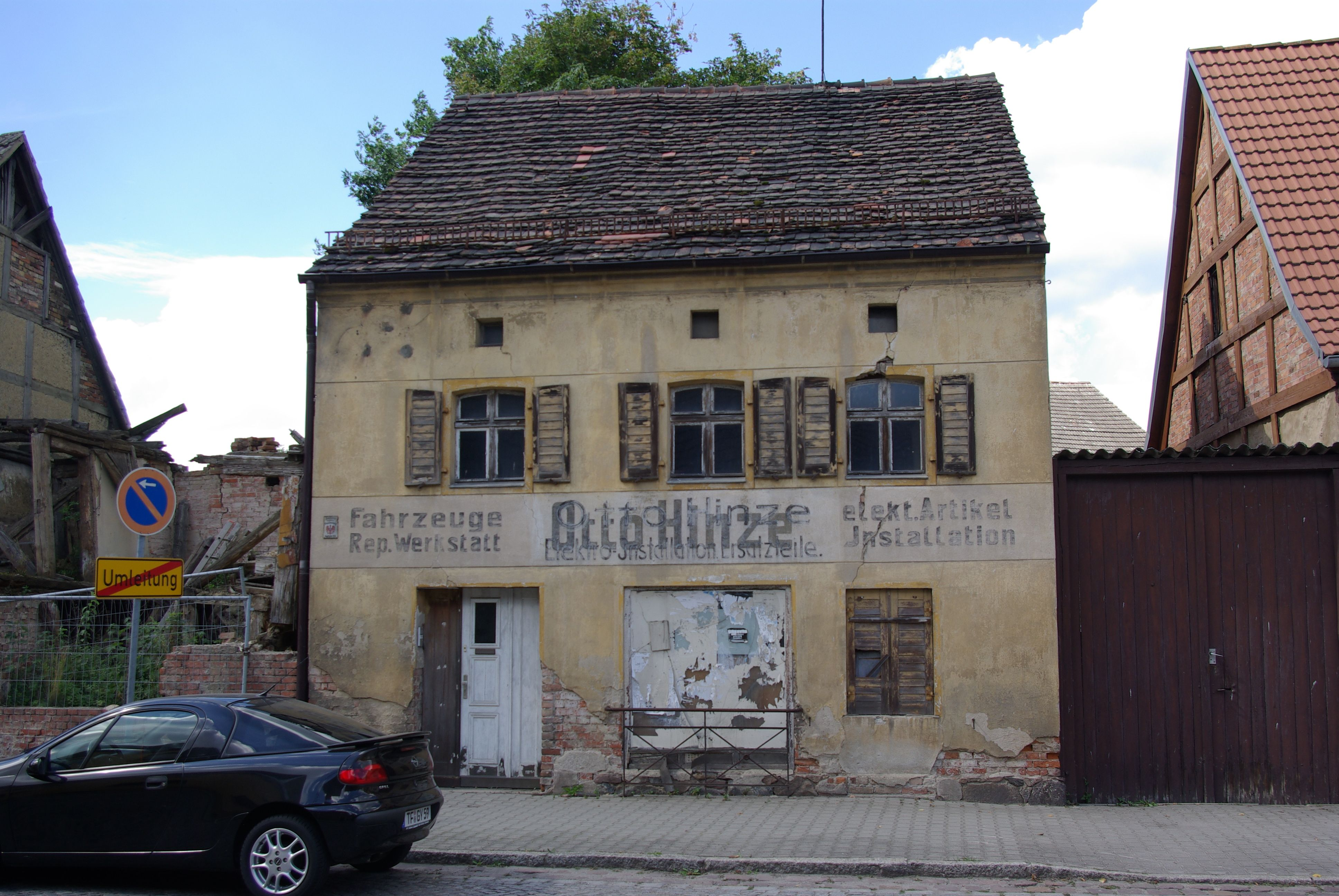
Das Haus Dennewitzer Straße 20

Die Dennewitzer Straße ist eine Straße in Jüterbog. Die Straße beginnt an der Gabelung Schloßstraße / Am Dammtor und endet am Ortsausgang. Von hier gelangt man über Rohrbeck nach Dennewitz, beides Ortsteile von Niedergörsdorf. In der Straße sind fünf Häuser und der Fliegerhorst Jüterbog-Damm denkmalgeschützt. Eine genaue Aufstellung befindet sich in der Liste der Baudenkmale in Jüterbog.

## Geschichte
Den Namen Dennewitzer Straße erhielt die Straße, nachdem Damm nach Jüterbog eingemeindet wurde. Davor hatten die Häuser in Damm nur Nummern. Da die Häuser bei der Benennung der Straße ihre Nummer behielten, ist die Nummerierung in der Straße lückenhaft. Im Jahre 1937 wurde die Straße verbreitert und befestigt und ein Fußweg angelegt.
Am Ortsende im Süden stand ab dem Jahre 1540 das Schweinetor, das ist heute allerdings nicht mehr vorhanden. Hier befindet sich der Blanke Teich.

## Häuser
Die Häuser in der Straße wurden im späten 19. Jahrhundert errichtet. Es sind zum größten Teil Gehöfte mit Fassaden im Stil der Gründerzeit. Am Ortsausgang liegt an der Dennewitzer Straße der ehemalige Fliegerhorst Jüterbog-Damm. Die denkmalgeschützten Häuser sind:
Dennewitzer Straße 6: Das Gehöft besteht aus einem Wohnhaus, einer Scheune und Stallgebäuden.  Erbaut wurde es wahrscheinlich im Jahre 1875. An der linken Seite befindet sich eine Durchfahrt. Die Fassade ist aus Stuck und noch ursprünglich erhalten.
Dennewitzer Straße 15: Das Gehöft wurde Anfang des 20. Jahrhunderts erbaut. Es besteht aus einem Wohnhaus mit einem Seitenflügel, einer Scheune und einem Stall auf der Hofseite. Zusätzlich befindet sich an der Straßenseite zwei Ställe. Die Ställe haben jeweils eine Durchfahrt und Blindfenster, die Fassade besteht aus Ziegel. Die Stuckfassade des Wohnhauses ist erhalten.
Dennewitzer Straße 16: Das Wohnhaus ist Teil eines Gehöftes. Es wurde um 1900 erbaut. Die gelbe Ziegelfassade ist reich gegliedert.
Dennewitzer Straße 20: Das Wohnhaus gehört zu einem Kleingehöft. Es wurde in der Mitte des 19. Jahrhunderts erbaut. Es ist mit drei Achsen recht klein, das Dach ist traufständig. Im Jahre 1935 wurde eine Autowerkstatt in der Scheune eingerichtet., die Beschriftung am Haus ist noch erhalten. Die Bausubstanz des Hauses ist schlecht.
Dennewitzer Straße 28: Auf dem Grundstück stehen Reste eines Ziegelofens, der um 1850 erbaut wurde. An der Straße befindet sich ein Ziegelarbeiterhaus, dieses wurde wohl Ende des 19. Jahrhunderts erbaut.

## Fliegerhorst Jüterbog-Damm
Im Jahre 1916 wurde hier eine Aufklärungsfliegerschule erbaut. Zu den Aufgaben gehörte die Beobachtung von Bodentruppen mit Hilfe von Ballons, Luftschiffen und Flugzeugen. Nach dem Ersten Weltkrieg durfte der Fliegerhorst laut Versailler Vertrag nicht mehr genutzt werden und wurde stillgelegt. Im Jahre 1934 wurde der Fliegerhorst unter der Bezeichnung Deutsche Verkehrsflieger-Schule wieder aufgebaut. In diesem Jahr entstanden drei Flughallen und eine Werfthalle. 
Nach dem Zweiten Weltkrieg nutzte die Rote Armee das Gelände, allerdings nicht als Flugplatz. Im Jahre 1994 verließ die Rote Armee das Gelände. Heute wird das Gelände zivil genutzt und kann nicht betreten werden.